# Cairo (Nebraska)
Cairo es una villa ubicada en el condado de Hall en el estado estadounidense de Nebraska. En el Censo de 2010 tenía una población de 785 habitantes y una densidad poblacional de 395,68 personas por km².

## Geografía
Cairo se encuentra ubicada en las coordenadas 41°0′20″N 98°36′8″O / 41.00556, -98.60222. Según la Oficina del Censo de los Estados Unidos, Cairo tiene una superficie total de 1.98 km², de la cual 1.98 km² corresponden a tierra firme y (0%) 0 km² es agua.

## Demografía
Según el censo de 2010, había 785 personas residiendo en Cairo. La densidad de población era de 395,68 hab./km². De los 785 habitantes, Cairo estaba compuesto por el 96.82% blancos, el 0.38% eran afroamericanos, el 0.25% eran amerindios, el 0% eran asiáticos, el 0% eran isleños del Pacífico, el 1.53% eran de otras razas y el 1.02% pertenecían a dos o más razas. Del total de la población el 2.42% eran hispanos o latinos de cualquier raza.